# Centro político

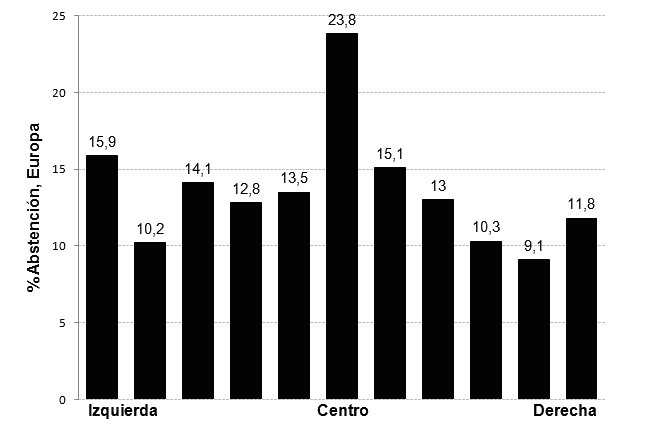
Abstención por ideología (parte del espectro político), para Europa en 2008. Puede observarse que el centro político es el sector más abstencionista. La abstención disminuye hacia los extremos y vuelve a aumentar en la extrema izquierda y la extrema derecha dentro de las cuales existen personas que no consideran legítimo al sistema político.

En ciencia política, se conoce por centro al conjunto de partidos, políticas e ideologías, que se caracteriza por considerarse a sí mismo en el espectro político, como intermedio o como árbitro de posiciones antagónicas tanto de derecha como de izquierda.

## Confusión de conceptos
Es habitual confundir el centrismo con el reformismo. Mientras el centrismo valora las posiciones consensuales como un fin en sí mismas —las políticas del “justo medio”—, el reformismo mantiene objetivos a largo plazo para los cuales tales posiciones serían solo un momento en un proceso progresista de avance moderado o paulatino. En la práctica política contemporánea, el centrismo propone y defiende políticas de economía mixta y de profundización de la democracia.
A menudo se ha alegado que muchos partidos políticos o incluso políticos individuales, están adoptando posiciones centristas, de tal manera que —de hecho, en la actualidad, en algunos países occidentales— se ha llegado al punto que son pequeñas las diferencias entre los principales partidos anteriormente vistos como de derecha o de izquierda, defendiendo ambos el mercado y la democracia representativa, con distintos matices de regulación y de proyectos de profundización. Esto, se alega, se podría deber ya sea a la supuesta carencia de posiciones definidas del centrismo —lo que lo llevaría a moverse en la medida que las otras posiciones se mueven— o quizás debido al oportunismo político. Otros, ven la causa de tal “progreso” al centro en la supuesta “derrota” de posiciones que parecen considerar opuestas.
Sin embargo no todos aceptan que tal convergencia sea real. Partidos situados en lo que anteriormente se consideraba la izquierda, han sido aceptados como partidos centristas, debido a que rechazaban algunas ideas conservadores y al mismo tiempo proponían nuevas alternativas económicas como el neocapitalismo. Aun así, los de la izquierda revolucionaria rechazaban reconocer a estas agrupaciones como izquierdistas, señalando todo el espectro formado por el centro político como una ideología de derecha; igualmente, desde posiciones consideradas derechistas, especialmente los grupos de la derecha conservadora, se consideraba a las mismas como ideológicamente de izquierda. Citando a Margaret Thatcher se puede decir que «Estar en medio de la carretera es muy peligroso; te atropella el tráfico de ambos sentidos». Para otros movimientos, el que exista algo que se declare de “centro” es limitar las alternativas políticas solo a una “línea” desde la izquierda y la derecha, y cerrar entonces el camino a la diversidad de alternativas planteadas en las ciencias sociales y políticas —consultar por ejemplo el artículo: Espectro político—.

## Fundamentos del centrismo
El término ha tenido tradicionalmente —no del todo correctamente— una connotación de tener una posición vaga y de carecer de principios o fundamentos filosóficos y basándose, a lo más, en una aspiración —a menudo percibida como utópica— de encontrar acuerdos basándose en la esperanza (racional o no) de la “buena fe” kantiana o la virtud que se supone es inherente en el justo medio aristotélico.
Desde este punto de vista se percibe comúnmente al centrismo como una posición política propia de la democracia representativa, que se caracteriza por ser una ideología que carece de concepciones dogmáticas de los individuos; la sociedad y el orden político; basándose en ideas que se rastrean a Aristóteles —el hombre es un animal político— y Kant —la característica del hombre es la facultad de juzgar— buscando establecer así un orden político social basado en la persecución de las políticas del consenso. y el diálogo racional, prácticas que, se aduce, paulatinamente mejorarán las características éticas de los individuos, y a través de ello a la propia sociedad, lo que puede llevar a posiciones que a veces parecen ser posibles de denunciar como elitistas. Así, por ejemplo, Eugenio Trías argumenta:

«Ese centro debe recuperar sentido, pulso, auctoritas. En él se halla lo mejor en ética, en política, en economía. Si Aristóteles resucitase se haría cruces de lo escasamente que se le entiende en ética y en política (a través de su idea genial del justo medio). Desde posiciones asilvestradas, cercanas al extremismo más atroz, se posee una especie de rechazo o de aversión a cualquier giro hacia el centro.»
Eugenio Trías Sagnier

Esa situación está empezando a cambiar a través del trabajo de varios pensadores estadounidenses basados en la filosofía analítica, tales como Linda Trinkaus Zagzebski, Alvin Goldman, Alvin Plantinga, y Ernest Sosa, quienes buscan resolver lo que observan como expresiones de dilemas falsos, a través del encuentro del tercero excluido (como introducción a esta percepción, consultar Rizoma (filosofía)). Esto ha dado origen a posiciones que se definen como de “centro radical”, basadas en la percepción que la afirmación simultánea de los principios de los extremos políticos no solamente no es contradictoria (basada en una esperanza utópica), sino que es un acto válido de “virtud epistémica” que permite la superación de aparentes dicotomías tales como , por ejemplo, “o socialismo o capitalismo”.
Así, por ejemplo, un centrista podría afirmar que tanto la cooperación del socialismo como la competición del capitalismo son necesarias para el desarrollo económico, a fin de producir una solución que aliente al capital y a las fuerzas sociales a producir en armonía las riquezas que se necesitan para vencer la miseria y la pobreza que agobian a las naciones.
Congruentes con esa visión, existen una variedad de estudios que exploran las contribuciones que enfatizan el uso combinado de ambos principios, lo que de alguna manera podría permitir este progreso. El caso más general se encuentra planteado en el documento de Maria Bengtssona y de Walter W. Powell. Entre los estudios relevantes al desarrollo, en general se pueden mencionar aquellos que buscan dilucidar cómo implementar elementos de competencia en acuerdos comerciales, ya sea generales o específicos a algunas áreas de interés, por ejemplo, estudios científicos, energía, nuevas tecnologías. De posible interés para los interesados en proyectos de movilización o acción social, también podrían ser los estudios que se refieren a las cooperativas.
También, han surgido en Filosofía política posturas en favor de la reconciliación de los principios de Libertad e Igualdad, ubicada en el "Liberalismo de Centro", a través autores como John Rawls, en Teoría de la justicia (libro) y Liberalismo político (libro), quien revitalizó el estudio de la filosofía política normativa en las universidades angloamericanas con su libro "Teoría de la justicia" de 1971, en una versión del contrato social como centro la sociedad e instituciones políticas, para responder a preguntas fundamentales sobre la en la concepción de justicia, la equidad y la desigualdad, en la idea de justicia como equidad, siendo central su acercamiento a la discusión de la justicia distributiva.

## Centro político y partidos
Los partidos puros de centro son más propios de monarquías parlamentarias, con parlamentos proporcionales, puesto que el bipartidismo favorece la polarización en partidos de centro derecha (democristianos o conservadores) y de centro izquierda (socialdemócratas o laboristas).
En la práctica, se considera que los gobiernos aplican generalmente un programa cercano al centro político, con matices de centro-izquierda o centro-derecha, por ser ese el punto en el que se sitúa la mayoría de la sociedad, incluyendo a aquellos que no suelen participar activamente en política.
- En el terreno económico, un programa de centro combina la libre empresa con el intervencionismo selectivo del Estado, en áreas tales como la educación o la sanidad, sin reducir ni aumentar significativamente el estado de bienestar.
- En el terreno diplomático, los partidos de centro son europeístas, mientras que los extremos son opuestos al avance de la Unión Europea (aunque basándose en criterios radicalmente diferentes en la mayoría de los casos).
- En aspectos militares, son partidarios de la Organización del Tratado del Atlántico Norte, sin que esto implique que sean militaristas.

Entre los partidos más representativos del centro se encuentran la UDF francesa (fundando ahora el Movimiento Demócrata), los liberaldemócratas ingleses, y también ciertos partidos italianos coaligados en La Margarita (los cuales recientemente pasaron a formar parte del Partido Democrático junto con los socialdemócratas). 
En España, desde la desaparición del Congreso de los Diputados de Unión de Centro Democrático y Centro Democrático y Social (CDS) a principios de la década de 1990, no ha existido un partido explícito de centro de ámbito estatal con representación parlamentaria, hasta la irrupción en la cámara baja de Unión Progreso y Democracia (UPyD) y Ciudadanos (Cs). Además, existen algunos partidos de representación testimonial, como el Centro Democrático Liberal, la Alianza Central Demócrata, el Centro Liberal Renovador, y Ciudadanos de Centro Democrático, así como organizaciones carentes de toda representación institucional que también se reclaman centristas, como por ejemplo la Unión Centrista Liberal.

## Crítica  y retórica centrista, y centro político
Como se ha sugerido anteriormente, se han hecho una variedad de críticas al centrismo:
- El centrismo es a menudo criticado por carecer de principios y/o basar sus posiciones en las de otros. Esto lleva a la sugerencia que las posiciones centristas son mutables (“La tercera opción, el centrismo, no es ideológica; no parte de una concepción del hombre y del Estado como en el caso del liberalismo o del socialismo”).
- El centrismo es en sí mismo situacional, puesto que se define en función de la posición ideológica de otros. Puede defender una cosa o la contraria, según la oportunidad. Sin embargo un centrista podría fácilmente retrucar que si el centrismo cambia en relación con los cambios de otras posiciones, en realidad todos están cambiando. ¿Por qué sería entonces tal situación solo criticable en los centristas? Esto haría al centrismo un concepto superfluo debido a que se está afirmando que el espectro político es cambiante sin orientaciones y perspectivas establecidas. Una solución es considerar modelos con múltiples ejes, que tomen en cuenta más posicionamientos, y no solamente izquierda o derecha, como por ejemplo el sistema de Hans Eysenck o el Gráfico de Nolan.
- Otro aspecto problemático es su alto grado de abstinencia. Esto se puede entender como una opinión totalmente neutra debido a muestra inconformidad con las opiniones de ambos lados. El problema es que normalmente el centrismo se abstiene pero no propone, ya que comúnmente propuestas que parten del centrismo puro terminan orientadas hacia la izquierda o la derecha. Incluso se puede percibir esta posición neutra como escasa de información, que sirve para no tomar una opinión incorrecta; sin embargo, esto no significa que abstenerse sea la decisión correcta.

Frecuentemente, se ha criticado a las organizaciones que se autodeclaran como centristas, de seguir autoetiquetándose de esa manera solo como una estrategia política, para capturar votos a izquierda y derecha de acuerdo con el teorema del votante mediano y la estrategia básica de un partido "atrápalo-todo" introducida en la teoría politológica por Otto Kirchheimer y Maurice Duverger. Es frecuente que algunos partidos de centro, junto con la retórica centrista de ambigüedad calculada, incluso usen elementos discursivos típicos del transversalismo.

## Centroderecha
El término  "centroderecha" o "derecha moderada" es bastante confuso, habiéndose usado en varios sentidos. Aquí se entenderá como refiriéndose a las personas u organizaciones que comparten ideologías tanto de derecha como más centristas o un intermedio entre ambas.  Este sector generalmente percibe el rol del estado no solamente como garante del orden sino también como garante de última instancia en materia de bienestar social (consultar por ejemplo, Escuela de Friburgo). Al mismo tiempo, partidarios de este punto de vista enfatizan las cualidades éticas que los individuos deben poseer, a fin de participar plena y fructuosamente en la vida económica, política y social de una nación, por ejemplo, responsabilidad tanto personal como social.
Esta versión de centroderecha parece trazar sus raíces a dos visiones disimilares —aunque posiblemente busquen expresar una visión común: 
A) "un partido moderno de centro-derecha, reformista y liberal, … responde siempre al mismo prototipo: rigor en los principios, flexibilidad en las estrategias, y eficacia en la gestión … centro-liberal, y reiteró la vocación de su partido en defensa de la sociedad abierta, así como el compromiso inequívoco de los populares con la Constitución y la soberanía nacional que en ella se proclama.  o "España precisa un centro-derecha moderno, un Partido Popular centrado, moderado, libre de complejos del pasado, y abierto a la modernización real de la sociedad española que se ha contribuido a consolidar, y sin miedos ni perversiones mayores que las lógicas en la confrontación política parlamentaria. Un Partido Popular que valore, sobre todo, su profundo sentido del Estado, es decir, que no colabore en estrategia alguna, y mucho menos la impulse, buscando consciente o inconscientemente, ganar el Gobierno aún a riesgo del desprestigio siquiera subrepticiamente, en relación con la excelencia del sistema institucional de la democracia española".
B) "En la centroderecha, dirigentes como el saliente Vicente Fox en México y Elías Antonio Saca en El Salvador, entienden que la economía de mercado y el  Estado de Derecho son los cimientos de la prosperidad. Los líderes de la centroderecha han escogido preservar el ‘statu quo’ antes que reformarlo. Han mantenido una disciplina monetaria y han intentado seducir a inversores extranjeros. Pero han hecho poco para transformar las instituciones fundamentales de sus respectivos países, incluido el poder judicial, o de incorporar a las masas a la economía global".
Lo anterior ha dado origen a sugerencias que la centro derecha posee muchos aspectos o matices ("La nueva centroderecha se presenta de muchas maneras en el mundo. Desde el primario y brutal Pervez Musharraf hasta el mediático y leve Nicolás Sarkozy, pasando por el fríamente numérico Silvio Berlusconi. Todos forman parte de una misma ideología, pero muestran diferentes y marcados matices. lo que comprende amplios y diversos sectores: "El Parlamento Europeo 2004-2009 se hallará dominado por la centro-derecha, representado por el Partido Popular Europeo (Demócrata Cristiano) – Demócratas Europeos (EPP-ED), con unos 285 escaños de los 732 existentes, y por el Partido Europeo de los Demócratas, Liberales y Reformistas (ELDR), que obtendría unos 73 escaños".

### Características
En la actualidad la centroderecha en los países desarrollados se distingue por tener posiciones tales como:
- Defensa de la economía mixta como único modelo económico viable, en lo que coinciden con la centroizquierda, pero dentro de límites más restringidos: la centroderecha generalmente apoya la economía social de mercado, pero muchos de sus sectores buscan reducir la intervención estatal en la economía a situaciones realmente excepcionales.[43]
  1. Reducción de los impuestos para estimular el consumo, el ahorro, y la inversión: (generando mayor crecimiento económico, mejora del empleo, y mayor recaudación tributaria).
  2. Reducción del gasto público: para frenar la inflación, el endeudamiento del Estado, y los déficit fiscales, manteniendo el equilibrio fiscal.

- Racionalización y limitación de los programas sociales: (para evitar situaciones en las que la gente abuse de los subsidios del Estado) negándose a hacerse responsables de los mismos.

- Privatización de la mayoría de las empresas del Estado: en especial, las que no sean esenciales al interés nacional.

- Comercio internacional "libre": pero dentro de acuerdos que protejan intereses nacionales y regionales (mercados comunes, acuerdos bilaterales o regionales, etc).

### Diferencias con otras posiciones políticas
Sus mayores diferencias con las fuerzas de centroizquierda radican en que estas últimas quieren mayor gasto público, menos reducciones de impuestos y un equilibrio fiscal más flexible, así como la defensa del estado del bienestar. Adicionalmente, apoya una política penal más dura con los delincuentes, buscando corregir más que prevenir.
A diferencia con el centrismo puro, la centroderecha tiende por un lado a ser nacionalista –o regionalista– y al mismo tiempo incorpora posiciones o valores "de principio". En ese sentido, hereda de la derecha el concepto de que el mejor gobierno es aquel que está más cercano a las costumbres y valores del pueblo (lo que a veces se traduce en una influencia de percepciones religiosas en el accionar político).
A diferencia con la derecha, la centroderecha reconoce un papel legítimo –aunque limitado- al actuar económico del gobierno y al actuar político de las instituciones que en la tradición cristiana se ven como intermedias entre el individuo o la familia y el Estado: desde asociaciones de vecinos a organismos sindicales y partidos políticos, tienen no solamente el derecho a actuar en representación de sus miembros, sino a que el Estado delegue poderes a ellos y subsidie su existencia (consultar principio de subsidiariedad). Adicionalmente, propone una postura menos conservadora que la derecha política en temas sociales, en la que acepta una concepción más amplia del derecho de los individuos a perseguir sus propios intereses o inclinaciones, en la medida que no rompan la ley.
En países menos desarrollados, el término centroderecha a veces es usado para designar a fuerzas que en Europa y Estados Unidos no serían llamadas como tales. Así por ejemplo en Chile, algunas de las fuerzas políticas que apoyaron a Augusto Pinochet se autodefinen como "centroderecha: Decir la verdad, con tranquilidad, con calma, con argumentos, con solidez, y lo  mejor posible desde el punto de vista comunicacional. Para la centroderecha no es una vergüenza haber apoyado al gobierno militar. Por el contrario, para mucha gente como por ejemplo civiles, militares, y jóvenes, es una enorme tarea que enorgullece.

## Centroizquierda
Se denomina 'centroizquierda' en ciencia política, al espectro político donde se ubica a formaciones políticas de izquierda, alejadas de las que se denominan ‘izquierdas revolucionarias o de inspiración comunista’.
Las ideologías típicas de la centroizquierda en occidente y especialmente en Europa serían las tendencias generalmente denominadas reformistas: la socialdemocracia, el socioliberalismo, la nueva izquierda. El electorado tradicional de la centroizquierda lo componen la clase trabajadora urbana, la clase intelectual académica e incluso parte de la población rural.
La mayoría de las organizaciones de centroizquierda presentan actitudes de centroizquierda respecto a numerosas cuestiones sociales, pero tienen actitudes más alejadas de la izquierda tradicional en por ejemplo cuestiones económicas. En ese sentido, las organizaciones de centroizquierda son firmes defensoras del capitalismo, dejando numerosas cuestiones al arbitrio de los mecanismos de mercado.
El ecologismo e incluso el democristianismo, podrían estar incluidos en la centroizquierda, dependiendo ello del país analizado. En Estados Unidos, a diferencia de otros países, el liberalismo como tal suele ser encuadrado en la centro izquierda, debido a la preponderancia del conservadurismo y el ultraconservadurismo en ese país (en efecto, en EE. UU. la derecha utiliza la palabra "liberal" como sinónimo de "izquierda").
En el caso de coaliciones electorales o parlamentarias, la centroizquierda identificaría al conjunto de formaciones de centro y de izquierda, posiciones que en la actualidad en general promueven la llamada tercera Vía.

### Características (antecedentes)
El término centroizquierda nació a principios del siglo XX para describir las ideologías políticas cercanas al socialismo, pero con matices capitalistas, aunque después de la caída del Muro de Berlín ha sido usada más por los promotores del "capitalismo con rostro humano" o el "capitalismo popular", reemplazando así al término "izquierda moderada".
La mayoría de las fuerzas políticas de la centroizquierda son socialdemócratas, aunque muchos de estos partidos (como el Partido Laborista del Reino Unido) defendían en sus orígenes el llamado "Socialismo democrático", que propone la transición pacífica y gradual a una economía socialista dentro del sistema democrático de los países occidentales (en oposición al cambio violento y revolucionario acompañado de dictadura que suponía y proponía el comunismo).
Sin embargo, con el paso del tiempo, estas fuerzas comenzaron a renunciar al objetivo de socializar totalmente la economía, especialmente cuando se hizo evidente el fracaso de la economía centralizada en los países comunistas. La caída del Muro de Berlín aceleró el proceso por el cual los partidos socialistas democráticos dejaban de lado esa visión derivada del marxismo, aceptando más ampliamente los postulados de la llamada tercera vía.
En la actualidad, las principales características de la centroizquierda en los países occidentales (principalmente en Europa) son las siguientes:
- Defensa de la economía mixta como único modelo político-económico viable (en lo que coinciden con el centroderecha): Sin embargo, la centroizquierda pone el acento en el carácter social del modelo; por ello, sugieren concepciones más limitadas del estado del bienestar o concepciones más amplias del estado social.
  1. Mantenimiento de un nivel relativamente alto de impuestos, y rechazo a recortes fiscales excesivos: aunque la centroizquierda –desde el punto de vista económico de la tercera vía– no se opone necesariamente a reducir los impuestos (y de hecho, algunos gobiernos de centroizquierda han reducido los impuestos cuando han gobernado), en líneas generales, se prefiere mantener el nivel de impuestos necesarios para actuar como instrumento de redistribución del ingreso en la sociedad (a través de gastos sociales o de políticas redistributivas).
  2. Defensa de los principios básicos del "Estado de bienestar": históricamente ha sido la centroizquierda la que impulsó la creación de tal Estado, dado que considera un deber esencial de la sociedad implementar políticas a favor de la igualdad de oportunidades y desarrollo de sus miembros, incluyendo el acceso de todos los ciudadanos a beneficios sociales básicos (políticas sociales).
  3. Equilibrio fiscal: (procurar no caer en déficit fiscal) como objetivo general, pero manteniendo la legitimidad de la intervención estatal (incluyendo deuda fiscal) si la situación lo amerita.

- Regulación de los mercados: para evitar abusos de la empresa privada y defender al consumidor.

- Legislación laboral más extendida y proteccionista de los derechos laborales.

- Opuestos a la privatización de las empresas del Estado: aunque la centroizquierda de algunos países puede aceptar mantener algunas empresas de interés general o nacional como privadas o con una participación minoritaria del Estado (consultar: proyecto público-privado y empresa mixta).

- En materias de comercio internacional, sectores del centroizquierda buscan restringir el comercio totalmente libre y se inclinan por un cierto proteccionismo moderado: con la finalidad no solamente de proteger los intereses nacionales (incluyendo a los sectores populares), sino también logrando un cierto grado de comercio justo.